# Paule Desjardins
Paule Desjardins francia énekesnő. Ő képviselte Franciaországot az 1957-es Eurovíziós Dalfesztiválon La Belle Amour című dalával, ahol második helyezést ért el.

## Fordítás
- Ez a szócikk részben vagy egészben  a   Paule Desjardins című francia Wikipédia-szócikk ezen változatának fordításán alapul.  Az eredeti cikk szerkesztőit annak laptörténete sorolja fel. Ez a jelzés csupán a megfogalmazás eredetét és a szerzői jogokat jelzi, nem szolgál a cikkben szereplő információk forrásmegjelöléseként.